# Bossányi Katalin
Bossányi Katalin (Budapest, 1948. április 17. – Leányfalu, 1999. november 6.) újságíró, szociológus, közgazdász. A rendszerváltást megelőzően tényfeltáró újságíróként dolgozott, több gazdasági visszaélést leplezett le, valamint az állami vállalatok sajátosságaival is foglalkozott. 1990 és 1991 között országgyűlési képviselő, az Országgyűlés jegyzője, ezt követően a Demokratikus Charta egyik ügyvivője.

## Életpályája
Budapesten járta ki az általános iskolát, majd a Kulich Gyula Technikumban tanult, ahol 1967-ben érettségizett. Első munkahelye a Magyar Hirdető reklámpszichológiai osztálya volt, itt kérdezőbiztosként dolgozott. 1968-ban került a Magyar Hírlaphoz, a gazdasági rovat munkatársa lett. Eközben 1970-ben elvégezte a MÚOSZ Újságíróiskoláját, illetve felvételt nyert az Eötvös Loránd Tudományegyetem szociológia szakára, ahol 1975-ben szerzett diplomát. 1978-ban a Népszabadsághoz került, illetve oklevelet szerzett a Marx Károly Közgazdaságtudományi Egyetemen, majd 1988-tól a HVG rovatvezetőjeként dolgozott. 1989-ben visszatért a Magyar Hírlaphoz, ahol előbb a gazdaságpolitikai rovat vezetője, majd főszerkesztő-helyettes lett. 1990-ben ő vezényelte le a lap privatizációját. 1991-ben visszatért a Népszabadsághoz, ahol főmunkatársként dolgozott haláláig, emellett 1993 márciusáig az érvek, vélemények rovatot is vezette, amelyről tiltakozásból mondott le. 1993-től haláláig a Mozgó Világ szerkesztőbizottságának tagja volt. Öngyilkos lett. Újságírói munkásságának központjában a tényfeltáró újságírás volt, ahol elsősorban a korrupciós, illetve gazdasági visszaéléses ügyekkel foglalkozott. Emellett gazdaságszociológiai munkái is megjelentek, amelyek az állami, illetve kisvállalatok sajátosságaival foglalkozott, valamint a vállalati vezetők gazdasági érdekeltségeit is vizsgálta. A rendszerváltás során az akkori bel- és gazdaságpolitikai szereplőkkel készített interjúkat, valamint cikkeket írt a korabeli politikai küzdelmekről. Emellett jelentős publicisztikai tevékenységgel bírt.
Közéletileg is aktív volt: 1984-ben belépett a Magyar Szocialista Munkáspártba, ahonnan 1988-ban kilépett. Ebben az időszakban az Új Márciusi Front, illetve a Nyilvánosság Klub alapítója volt, utóbbinak alapító vezetőségi tagja is lett. Az 1990-es országgyűlési választáson pártonkívüliként a Magyar Szocialista Párt listájáról jutott be az első szabadon választott Országgyűlésbe. Az Országgyűlés egyik jegyzőjévé választották. Mandátumáról 1991 január 28-án lemondott, ekkor tért vissza Népszabadsághoz. Az Országgyűlésből való távozása után a Demokratikus Charta megszervezésében vett részt és egyik ügyvivőjévé választották. E tisztségét 1995-ig töltötte be, emellett 1993-tól a Nyilvánosság Klub ügyvivőjeként is tevékenykedett. A MÚOSZ-nak 1980 és 1988, valamint 1993 és 1997 között elnökségi tagja, 1988–1989-ben vezetőségi tagja volt, 1986 és 1988 között pedig az alelnöki tisztet töltötte be.

## Emlékezete
Halála után emlékalapítványt hoztak létre, ami a nevét viseli. Ez az alapítvány 2003-ban megalapította a Bossányi Katalin-díjat, amelyet minden év április 17-én (Bossányi születésnapján) osztanak ki azon tényfeltáró újságíróknak, akik az „egyedülállóan sokoldalú névadó munkásságának szellemiségét őrzik”. A díjazottak között megtalálható többek között Hargitai Miklós, Krizsó Szilvia, Pető Péter és Veiszer Alinda.

## Díjai, elismerései
- Népszabadság díj (1985, 1995)
- Rózsa Ferenc-díj (1986)
- Demény Pál-emlékérem (1991)
- Sajtópáholy díj (1995)
- Joseph Pulitzer-emlékdíj (1996)
- Ezüsttoll (1997)
- Pethő Sándor-díj (1997)
- Szegfű díj (posztumusz, 2000)